# Liza luciae
Cá đối Saint Lucia, tên khoa học Liza luciae, là một loài cá thuộc họ Mugilidae. Chúng là loài đặc hữu của Nam Phi.